# Jean du Rivau
Jean-Louis-Marie du Rivau (* 20. Februar 1903 in Le Mans; † 3. Januar 1970 in Paris) war ein französischer Jesuitenpater, Widerstandskämpfer und Militärseelsorger. Er war Begründer der deutschsprachigen Zeitschrift „Dokumente“ und deren frankophonen Komplementärs „Documents“ im Jahr 1945, die beide bis heute (seit 2010 bilingual in einer Ausgabe vereint) zugunsten des deutsch-französischen Dialogs erscheinen. Rivau zählte gemeinsam mit anderen französischen Intellektuellen zu den Mitbegründern des gleichermaßen motivierten Comité français d’échanges avec l’Allemagne nouvelle im Jahr 1948.

## Leben
Du Rivau wurde am 12. November 1921 in Beaumont-sur-Oise Novize bei den Jesuiten. Er wurde am 24. August 1936 in Lyon zum Priester geweiht. Während des Zweiten Weltkrieges engagierte sich du Rivau als Mann der ersten Stunde in der Résistance, wurde inhaftiert und in die Konzentrationslager von Mauthausen und Dachau deportiert.
Im Jahr 1944 wurde du Rivau als Militärgeistlicher der französischen Streitkräfte nach Offenburg versetzt. Direkt nach Kriegsende im Mai 1945 erlebte er mit, wie sich französische und deutsche Kommunisten umarmten und ihre politischen Ziele gemeinsam intonierten, obwohl zu dieser Zeit ein striktes Fraternisierungsverbot galt. Du Rivau erschienen angesichts dieser Szene die christlich geprägten Franzosen und Deutschen gefragt, einen der Versöhnung dienenden Dialog einzuleiten.
Von diesem Zeitpunkt an weitete er seine Aufgabe als Militärgeistlicher eigenmächtig auf deutsche Kriegsgefangene und deutsche Zivilisten aus, leitete für diese Briefe und Pakete über die militärische Infrastruktur der französischen Besatzungszone weiter.
Für seine im August 1945 gegründeten Zeitschriften Dokumente/Documents setzte Jean du Rivau jedoch nicht auf die im Aufbau befindlichen Strukturen der französischen Besatzungsorgane in der französischen Zone Deutschlands, sondern gründete stattdessen Ende 1945 eine zivile Organisation, die mehr Autarkie versprach, die Gesellschaft für übernationale Zusammenarbeit (GÜZ) mit dem Offenburger Zentrum Centre d'études culturelles, économiques et sociales (CECES), ab 1947 mit ihrem französischen Pendant, dem Bureau international de liaison et de documentation (B.I.L.D.). Noch ohne deutsche Sprachkenntnisse begründete er im gleichen Jahr auch ein Studienzentrum. Seine Intention war es, keine gemeinsamen Texte zu verfassen, sondern die deutschen bzw. französischen Texte 1:1 zu übersetzen, um die jeweils enthaltenen geistigen und soziokulturellen Inhalte unverfälscht an die Leser im anderen Land vermitteln zu können. Auf diese Weise sollte ermöglicht werden, „die Menschen, die Akteure des politischen Lebens, zu kennen und im Innersten zu verstehen“.
Nach den Erfahrungen mit dem Krieg und der französischen Widerstandsbewegung Résistance sollte die Aussöhnung mit dem jeweiligen Kriegsgegner auf der Grundlage gegenseitiger Information und Kooperation stattfinden, um das Verständnis der Nachbarländer zu ermöglichen.
Im August 1947 lud er zu einem ersten deutsch-französischen Autorentreffen nach Lahr ein, 1948 vermittelte er erste deutsche Jugendliche in französische Familien und danach junge Franzosen in deutsche Flüchtlingslager. Im Oktober 1948 fand ein weiteres deutsch-französisches Intellektuellentreffen in Royaumont statt.
Für seine Verdienste um die deutsch-französische Verständigung erhielt du Rivau im Jahr 1954 als erster Franzose das Große Bundesverdienstkreuz. In Frankreich wurde er durch Robert Schuman mit dem Verdienstorden der Ehrenlegion (Chevalier de la Légion d’Honneur) ausgezeichnet. Zum Gedächtnis des verstorbenen Konrad Adenauer hielt du Rivau im Jahr 1967 eine Messe in der Kathedrale Notre-Dame in Paris.
Du Rivau blieb bis zu seinem Tod Präsident der Gesellschaft für übernationale Zusammenarbeit.

## Werke
- Paul Botta, Mario von Galli, Jean du Rivau, Gesellschaft für übernationale Zusammenarbeit (Hrsg.): Frankreichs Wirtschaft. Verlag der Dokumente. Köln 1961.
- Paul Botta, Mario von Galli, Jean du Rivau, Gesellschaft für übernationale Zusammenarbeit (Hrsg.): Französische Kultur 1961. Verlag der Dokumente. Köln 1961.
- Paul Botta, Mario von Galli, Jean du Rivau, Gesellschaft für übernationale Zusammenarbeit (Hrsg.): Französische Kultur 1962. Verlag der Dokumente. Köln 1962.